# Urs Sonderegger
Urs "Ursinho" Sonderegger (Glarus, 28 april 1964) is een Zwitsers ondernemer en autocoureur.

## Biografie
Sonderegger begon zijn autosportcarrière in 2006. In 2007 nam hij deel aan de Seat Leon Supercopa in Duitsland en Spanje. In 2008 nam hij ook deel aan de Seat Leon Eurocup. In de drie jaar dat het kampioenschap bestond wist hij echter geen punten te behalen.
In 2011 maakte Sonderegger zijn debuut in het World Touring Car Championship, waarin hij een BMW 320 TC reed voor het team Wiechers-Sport. Met twee vijftiende plaatsen op het Circuit Zolder als beste resultaten verliet hij na vier raceweekenden alweer het kampioenschap.
In 2012 reed Sonderegger in de Single Makes-klasse van de European Touring Car Cup voor het team PCR Sport. Met drie podiumplaatsen eindigde hij achter Stian Paulsen en Andreas Pfister als derde in deze klasse.